# Setmana Internacional de Coppi i Bartali 2020
La Setmana Internacional de Coppi i Bartali 2020 va ser la 35a edició de la cursa ciclista Setmana Internacional de Coppi i Bartali. Es disputà entre l'1 i el 4 de setembre de 2020, amb un recorregut de 612,7 km repartits entre quatre etapes, la primera d'elles dividida en dos sectors. La cursa formava part de l'UCI Europa Tour 2020, amb una categoria 2.1.
El vencedor final fou l'equatorià Jhonatan Narváez (Ineos Grenadiers), que s'imposà per tan sols un segon a l'italià Andrea Bagioli i per disset a João Almeida, ambdós membres de l'equip Deceuninck-Quick Step.

## Equips
25 equips van prendre la sortida en aquesta edició:
| WorldTeams (9)- Bahrain McLaren - Astana - Deceuninck-Quick Step - UAE Team Emirates - Bora-Hansgrohe - NTT Pro Cycling - Ineos Grenadiers - Trek-Segafredo - Movistar Team ProTeams (11)- Bardiani CSF Faizanè - Vini Zabù-KTM - Androni Giocattoli-Sidermec - Gazprom-RusVelo - Alpecin-Fenix - Caja Rural-Seguros RGA - Nippo Delko One Provence - Rally Cycling - Circus-Wanty Gobert - Bingoal-Wallonie Bruxelles - Burgos-BH Equips continentals (8)- Jumbo-Visma Development Team - Beltrami TSA-Marchiol - Sangemini-Trevigiani-MG.Kvis - Work Service Dynatek Vega - General Store Essegibi F.lli Curia - Team Colpack-Ballan - Giotti Victoria-Palomar - Colombia Tierra de Atletas-GW Bicicletas |
| |

## Etapes
| Etapa      | Data     | Ciutats d'etapa                 | type                      | Distància (km) | Vencedor de l'etapa    | Líder de la general    |
| ---------- | -------- | ------------------------------- | ------------------------- | -------------- | ---------------------- | ---------------------- |
| 1a a etapa | 1 de set | Gatì – Gatì                     | etapa accidentada         | 97,8           | Olav Kooij             | Olav Kooij             |
| 1a b etapa | 1 de set | Gatteo a Mare – Gatì            | contrarellotge per equips | 13,3           | Deceuninck-Quick Step  | Mikkel Frølich Honoré  |
| 2a etapa   | 2 de set | Riccione – Sogliano al Rubicone | etapa de muntanya         | 166,5          | Andrea Bagioli         | Andrea Bagioli         |
| 3a etapa   | 3 de set | Riccione – Riccione             | etapa de muntanya         | 168,9          | Jhonatan Narváez Prado | Andrea Bagioli         |
| 4a etapa   | 4 de set | Forlì – Forlì                   | etapa de mitja muntanya   | 166,2          | Pascal Eenkhoorn       | Jhonatan Narváez Prado |

### 1a etapa A
| \| Classificació de l'etapa \| Classificació de l'etapa \| Classificació de l'etapa \| Classificació de l'etapa \| Classificació de l'etapa \| \| Corredor \| Corredor \| Equip \| Temps \| \| \| ------------------------ \| ------------------------ \| ----------------------------- \| ------------------------ \| ------------------------ \| \| 1r \| Olav Kooij \| Jumbo-Visma Development Team \| 2h 08' 26" \| \| \| 2n \| Ethan Hayter \| Ineos Grenadiers \| + 0" \| \| \| 3r \| Phil Bauhaus \| Bahrain McLaren \| + 0" \| \| \| 4t \| Gianni Vermeersch \| Alpecin-Fenix \| + 0" \| \| \| 5è \| Davide Persico \| Colpack-Ballan \| + 0" \| \| \| 6è \| Andrea Pasqualon \| Circus-Wanty Gobert \| + 0" \| \| \| 7è \| Francesco Di Felice \| Sangemini-Trevigiani-MG.K Vis \| + 0" \| \| \| 8è \| Jean-Pierre Drucker \| Bora-Hansgrohe \| + 0" \| \| \| 9è \| Biniam Girmay \| Nippo-Delko One Provence \| + 0" \| \| \| 10è \| Alex Molenaar \| Burgos-BH \| + 0" \| \| |                     |                               |            |
| |                     |                               |            |
| Font: ProCyclingStats |                     |                               |            |
| Classificació de l'etapa |                     |                               |            |
| Corredor | Corredor            | Equip                         | Temps      |
| 1r | Olav Kooij          | Jumbo-Visma Development Team  | 2h 08' 26" |
| 2n | Ethan Hayter        | Ineos Grenadiers              | + 0"       |
| 3r | Phil Bauhaus        | Bahrain McLaren               | + 0"       |
| 4t | Gianni Vermeersch   | Alpecin-Fenix                 | + 0"       |
| 5è | Davide Persico      | Colpack-Ballan                | + 0"       |
| 6è | Andrea Pasqualon    | Circus-Wanty Gobert           | + 0"       |
| 7è | Francesco Di Felice | Sangemini-Trevigiani-MG.K Vis | + 0"       |
| 8è | Jean-Pierre Drucker | Bora-Hansgrohe                | + 0"       |
| 9è | Biniam Girmay       | Nippo-Delko One Provence      | + 0"       |
| 10è | Alex Molenaar       | Burgos-BH                     | + 0"       |

| \| Classificació general \| Classificació general \| Classificació general \| Classificació general \| Classificació general \| \| Corredor \| Corredor \| Equip \| Temps \| \| \| --------------------- \| --------------------- \| ----------------------------- \| --------------------- \| --------------------- \| \| 1r \| Olav Kooij \| Jumbo-Visma Development Team \| 2h 08' 20" \| \| \| 2n \| Ethan Hayter \| Ineos Grenadiers \| + 2" \| \| \| 3r \| Phil Bauhaus \| Bahrain McLaren \| + 4" \| \| \| 4t \| Gianni Vermeersch \| Alpecin-Fenix \| + 6" \| \| \| 5è \| Davide Persico \| Colpack-Ballan \| + 6" \| \| \| 6è \| Andrea Pasqualon \| Circus-Wanty Gobert \| + 6" \| \| \| 7è \| Francesco Di Felice \| Sangemini-Trevigiani-MG.K Vis \| + 6" \| \| \| 8è \| Jean-Pierre Drucker \| Bora-Hansgrohe \| + 6" \| \| \| 9è \| Biniam Girmay \| Nippo-Delko One Provence \| + 6" \| \| \| 10è \| Alex Molenaar \| Burgos-BH \| + 6" \| \| |                     |                               |            |
| |                     |                               |            |
| Font: ProCyclingStats |                     |                               |            |
| Classificació general |                     |                               |            |
| Corredor | Corredor            | Equip                         | Temps      |
| 1r | Olav Kooij          | Jumbo-Visma Development Team  | 2h 08' 20" |
| 2n | Ethan Hayter        | Ineos Grenadiers              | + 2"       |
| 3r | Phil Bauhaus        | Bahrain McLaren               | + 4"       |
| 4t | Gianni Vermeersch   | Alpecin-Fenix                 | + 6"       |
| 5è | Davide Persico      | Colpack-Ballan                | + 6"       |
| 6è | Andrea Pasqualon    | Circus-Wanty Gobert           | + 6"       |
| 7è | Francesco Di Felice | Sangemini-Trevigiani-MG.K Vis | + 6"       |
| 8è | Jean-Pierre Drucker | Bora-Hansgrohe                | + 6"       |
| 9è | Biniam Girmay       | Nippo-Delko One Provence      | + 6"       |
| 10è | Alex Molenaar       | Burgos-BH                     | + 6"       |

### 1a etapa B
| \| Classificació de l'etapa \| Classificació de l'etapa \| Classificació de l'etapa \| Classificació de l'etapa \| Classificació de l'etapa \| Classificació de l'etapa \| \| Equip \| Equip \| Temps \| Diferència de temps \| Velocitat \| \| \| ------------------------ \| ---------------------------- \| ------------------------ \| ------------------------ \| ------------------------ \| ------------------------ \| \| 1r \| Deceuninck-Quick Step \| 14' 32" \| 0" \| 54.908 km/h \| \| \| 2n \| Ineos Grenadiers \| 14' 40" \| + 8" \| 54.409 km/h \| \| \| 3r \| Bora-Hansgrohe \| 14' 43" \| + 11" \| 54.224 km/h \| \| \| 4t \| NTT Pro Cycling \| 14' 46" \| + 14" \| 54.041 km/h \| \| \| 5è \| Jumbo-Visma Development Team \| 14' 49" \| + 17" \| 53.858 km/h \| \| \| 6è \| Movistar Team \| 14' 50" \| + 18" \| 53.798 km/h \| \| \| 7è \| Astana \| 14' 50" \| + 18" \| 53.798 km/h \| \| \| 8è \| UAE Team Emirates \| 14' 51" \| + 19" \| 53.737 km/h \| \| \| 9è \| Bahrain McLaren \| 14' 51" \| + 19" \| 53.737 km/h \| \| \| 10è \| Trek-Segafredo \| 14' 54" \| + 22" \| 53.557 km/h \| \| |                              |         |                     |             |
| |                              |         |                     |             |
| Font: ProCyclingStats |                              |         |                     |             |
| Classificació de l'etapa |                              |         |                     |             |
| Equip | Equip                        | Temps   | Diferència de temps | Velocitat   |
| 1r | Deceuninck-Quick Step        | 14' 32" | 0"                  | 54.908 km/h |
| 2n | Ineos Grenadiers             | 14' 40" | + 8"                | 54.409 km/h |
| 3r | Bora-Hansgrohe               | 14' 43" | + 11"               | 54.224 km/h |
| 4t | NTT Pro Cycling              | 14' 46" | + 14"               | 54.041 km/h |
| 5è | Jumbo-Visma Development Team | 14' 49" | + 17"               | 53.858 km/h |
| 6è | Movistar Team                | 14' 50" | + 18"               | 53.798 km/h |
| 7è | Astana                       | 14' 50" | + 18"               | 53.798 km/h |
| 8è | UAE Team Emirates            | 14' 51" | + 19"               | 53.737 km/h |
| 9è | Bahrain McLaren              | 14' 51" | + 19"               | 53.737 km/h |
| 10è | Trek-Segafredo               | 14' 54" | + 22"               | 53.557 km/h |

| \| Classificació general \| Classificació general \| Classificació general \| Classificació general \| Classificació general \| \| Corredor \| Corredor \| Equip \| Temps \| \| \| --------------------- \| ---------------------- \| --------------------- \| --------------------- \| --------------------- \| \| 1r \| Mikkel Frølich Honoré \| Deceuninck-Quick Step \| 2h 22' 58" \| \| \| 2n \| James Knox \| Deceuninck-Quick Step \| + 0" \| \| \| 3r \| João Almeida \| Deceuninck-Quick Step \| + 0" \| \| \| 4t \| Andrea Bagioli \| Deceuninck-Quick Step \| + 0" \| \| \| 5è \| Pieter Serry \| Deceuninck-Quick Step \| + 0" \| \| \| 6è \| Mauri Vansevenant \| Deceuninck-Quick Step \| + 3" \| \| \| 7è \| Ethan Hayter \| Ineos Grenadiers \| + 4" \| \| \| 8è \| Jhonatan Narváez Prado \| Ineos Grenadiers \| + 8" \| \| \| 9è \| Brandon Rivera \| Ineos Grenadiers \| + 8" \| \| \| 10è \| Owain Doull \| Ineos Grenadiers \| + 8" \| \| |                        |                       |            |
| |                        |                       |            |
| Font: ProCyclingStats |                        |                       |            |
| Classificació general |                        |                       |            |
| Corredor | Corredor               | Equip                 | Temps      |
| 1r | Mikkel Frølich Honoré  | Deceuninck-Quick Step | 2h 22' 58" |
| 2n | James Knox             | Deceuninck-Quick Step | + 0"       |
| 3r | João Almeida           | Deceuninck-Quick Step | + 0"       |
| 4t | Andrea Bagioli         | Deceuninck-Quick Step | + 0"       |
| 5è | Pieter Serry           | Deceuninck-Quick Step | + 0"       |
| 6è | Mauri Vansevenant      | Deceuninck-Quick Step | + 3"       |
| 7è | Ethan Hayter           | Ineos Grenadiers      | + 4"       |
| 8è | Jhonatan Narváez Prado | Ineos Grenadiers      | + 8"       |
| 9è | Brandon Rivera         | Ineos Grenadiers      | + 8"       |
| 10è | Owain Doull            | Ineos Grenadiers      | + 8"       |

### 2a etapa
| \| Classificació de l'etapa \| Classificació de l'etapa \| Classificació de l'etapa \| Classificació de l'etapa \| Classificació de l'etapa \| \| Corredor \| Corredor \| Equip \| Temps \| \| \| ------------------------ \| ------------------------ \| ------------------------ \| ------------------------ \| ------------------------ \| \| 1r \| Andrea Bagioli \| Deceuninck-Quick Step \| 4h 21' 58" \| \| \| 2n \| Jhonatan Narváez Prado \| Ineos Grenadiers \| + 1" \| \| \| 3r \| Nicola Conci \| Trek-Segafredo \| + 1" \| \| \| 4t \| Diego Ulissi \| UAE Team Emirates \| + 1" \| \| \| 5è \| Mauro Finetto \| Nippo-Delko One Provence \| + 6" \| \| \| 6è \| João Almeida \| Deceuninck-Quick Step \| + 6" \| \| \| 7è \| Jacopo Mosca \| Trek-Segafredo \| + 9" \| \| \| 8è \| Jan Bakelants \| Circus-Wanty Gobert \| + 9" \| \| \| 9è \| Gavin Mannion \| Rally Cycling \| + 9" \| \| \| 10è \| Luca Wackermann \| Vini Zabù-KTM \| + 9" \| \| |                        |                          |            |
| |                        |                          |            |
| Font: ProCyclingStats |                        |                          |            |
| Classificació de l'etapa |                        |                          |            |
| Corredor | Corredor               | Equip                    | Temps      |
| 1r | Andrea Bagioli         | Deceuninck-Quick Step    | 4h 21' 58" |
| 2n | Jhonatan Narváez Prado | Ineos Grenadiers         | + 1"       |
| 3r | Nicola Conci           | Trek-Segafredo           | + 1"       |
| 4t | Diego Ulissi           | UAE Team Emirates        | + 1"       |
| 5è | Mauro Finetto          | Nippo-Delko One Provence | + 6"       |
| 6è | João Almeida           | Deceuninck-Quick Step    | + 6"       |
| 7è | Jacopo Mosca           | Trek-Segafredo           | + 9"       |
| 8è | Jan Bakelants          | Circus-Wanty Gobert      | + 9"       |
| 9è | Gavin Mannion          | Rally Cycling            | + 9"       |
| 10è | Luca Wackermann        | Vini Zabù-KTM            | + 9"       |

| \| Classificació general \| Classificació general \| Classificació general \| Classificació general \| Classificació general \| \| Corredor \| Corredor \| Equip \| Temps \| \| \| --------------------- \| ----------------------- \| ------------------------ \| --------------------- \| --------------------- \| \| 1r \| Andrea Bagioli \| Deceuninck-Quick Step \| 6h 44' 46" \| \| \| 2n \| Jhonatan Narváez Prado \| Ineos Grenadiers \| + 13" \| \| \| 3r \| João Almeida \| Deceuninck-Quick Step \| + 16" \| \| \| 4t \| Nicola Conci \| Trek-Segafredo \| + 29" \| \| \| 5è \| Diego Ulissi \| UAE Team Emirates \| + 30" \| \| \| 6è \| James Knox \| Deceuninck-Quick Step \| + 30" \| \| \| 7è \| Iván Ramiro Sosa Cuervo \| Ineos Grenadiers \| + 34" \| \| \| 8è \| Jacopo Mosca \| Trek-Segafredo \| + 41" \| \| \| 9è \| Merhawi Kudus \| Astana \| + 42" \| \| \| 10è \| Mauro Finetto \| Nippo-Delko One Provence \| + 46" \| \| |                         |                          |            |
| |                         |                          |            |
| Font: ProCyclingStats |                         |                          |            |
| Classificació general |                         |                          |            |
| Corredor | Corredor                | Equip                    | Temps      |
| 1r | Andrea Bagioli          | Deceuninck-Quick Step    | 6h 44' 46" |
| 2n | Jhonatan Narváez Prado  | Ineos Grenadiers         | + 13"      |
| 3r | João Almeida            | Deceuninck-Quick Step    | + 16"      |
| 4t | Nicola Conci            | Trek-Segafredo           | + 29"      |
| 5è | Diego Ulissi            | UAE Team Emirates        | + 30"      |
| 6è | James Knox              | Deceuninck-Quick Step    | + 30"      |
| 7è | Iván Ramiro Sosa Cuervo | Ineos Grenadiers         | + 34"      |
| 8è | Jacopo Mosca            | Trek-Segafredo           | + 41"      |
| 9è | Merhawi Kudus           | Astana                   | + 42"      |
| 10è | Mauro Finetto           | Nippo-Delko One Provence | + 46"      |

### 3a etapa
| \| Classificació de l'etapa \| Classificació de l'etapa \| Classificació de l'etapa \| Classificació de l'etapa \| Classificació de l'etapa \| \| Corredor \| Corredor \| Equip \| Temps \| \| \| ------------------------ \| ------------------------ \| ------------------------ \| ------------------------ \| ------------------------ \| \| 1r \| Jhonatan Narváez Prado \| Ineos Grenadiers \| 4h 37' 04" \| \| \| 2n \| Pascal Eenkhoorn \| Jumbo-Visma \| + 0" \| \| \| 3r \| Biniam Girmay \| Nippo-Delko One Provence \| + 0" \| \| \| 4t \| Jacopo Mosca \| Trek-Segafredo \| + 0" \| \| \| 5è \| Ethan Hayter \| Ineos Grenadiers \| + 0" \| \| \| 6è \| João Almeida \| Deceuninck-Quick Step \| + 0" \| \| \| 7è \| Gianni Vermeersch \| Alpecin-Fenix \| + 0" \| \| \| 8è \| Nicola Conci \| Trek-Segafredo \| + 0" \| \| \| 9è \| Giovanni Visconti \| Vini Zabù-KTM \| + 0" \| \| \| 10è \| Alessandro Covi \| UAE Team Emirates \| + 0" \| \| |                        |                          |            |
| |                        |                          |            |
| Font: ProCyclingStats |                        |                          |            |
| Classificació de l'etapa |                        |                          |            |
| Corredor | Corredor               | Equip                    | Temps      |
| 1r | Jhonatan Narváez Prado | Ineos Grenadiers         | 4h 37' 04" |
| 2n | Pascal Eenkhoorn       | Jumbo-Visma              | + 0"       |
| 3r | Biniam Girmay          | Nippo-Delko One Provence | + 0"       |
| 4t | Jacopo Mosca           | Trek-Segafredo           | + 0"       |
| 5è | Ethan Hayter           | Ineos Grenadiers         | + 0"       |
| 6è | João Almeida           | Deceuninck-Quick Step    | + 0"       |
| 7è | Gianni Vermeersch      | Alpecin-Fenix            | + 0"       |
| 8è | Nicola Conci           | Trek-Segafredo           | + 0"       |
| 9è | Giovanni Visconti      | Vini Zabù-KTM            | + 0"       |
| 10è | Alessandro Covi        | UAE Team Emirates        | + 0"       |

| \| Classificació general \| Classificació general \| Classificació general \| Classificació general \| Classificació general \| \| Corredor \| Corredor \| Equip \| Temps \| \| \| --------------------- \| ----------------------- \| ------------------------ \| --------------------- \| --------------------- \| \| 1r \| Andrea Bagioli \| Deceuninck-Quick Step \| 11h 21' 50" \| \| \| 2n \| Jhonatan Narváez Prado \| Ineos Grenadiers \| + 3" \| \| \| 3r \| João Almeida \| Deceuninck-Quick Step \| + 16" \| \| \| 4t \| Nicola Conci \| Trek-Segafredo \| + 29" \| \| \| 5è \| Diego Ulissi \| UAE Team Emirates \| + 30" \| \| \| 6è \| Iván Ramiro Sosa Cuervo \| Ineos Grenadiers \| + 34" \| \| \| 7è \| Jacopo Mosca \| Trek-Segafredo \| + 41" \| \| \| 8è \| Merhawi Kudus \| Astana \| + 42" \| \| \| 9è \| Mauro Finetto \| Nippo-Delko One Provence \| + 46" \| \| \| 10è \| Pascal Eenkhoorn \| Jumbo-Visma \| + 49" \| \| |                         |                          |             |
| |                         |                          |             |
| Font: ProCyclingStats |                         |                          |             |
| Classificació general |                         |                          |             |
| Corredor | Corredor                | Equip                    | Temps       |
| 1r | Andrea Bagioli          | Deceuninck-Quick Step    | 11h 21' 50" |
| 2n | Jhonatan Narváez Prado  | Ineos Grenadiers         | + 3"        |
| 3r | João Almeida            | Deceuninck-Quick Step    | + 16"       |
| 4t | Nicola Conci            | Trek-Segafredo           | + 29"       |
| 5è | Diego Ulissi            | UAE Team Emirates        | + 30"       |
| 6è | Iván Ramiro Sosa Cuervo | Ineos Grenadiers         | + 34"       |
| 7è | Jacopo Mosca            | Trek-Segafredo           | + 41"       |
| 8è | Merhawi Kudus           | Astana                   | + 42"       |
| 9è | Mauro Finetto           | Nippo-Delko One Provence | + 46"       |
| 10è | Pascal Eenkhoorn        | Jumbo-Visma              | + 49"       |

### 4a etapa
| \| Classificació de l'etapa \| Classificació de l'etapa \| Classificació de l'etapa \| Classificació de l'etapa \| Classificació de l'etapa \| \| Corredor \| Corredor \| Equip \| Temps \| \| \| ------------------------ \| ------------------------ \| -------------------------- \| ------------------------ \| ------------------------ \| \| 1r \| Pascal Eenkhoorn \| Jumbo-Visma \| 3h 54' 05" \| \| \| 2n \| Diego Ulissi \| UAE Team Emirates \| + 0" \| \| \| 3r \| Jhonatan Narváez Prado \| Ineos Grenadiers \| + 0" \| \| \| 4t \| Viatxeslav Kuznetsov \| Gazprom-RusVelo \| + 0" \| \| \| 5è \| Andrea Pasqualon \| Circus-Wanty Gobert \| + 0" \| \| \| 6è \| Gianni Vermeersch \| Alpecin-Fenix \| + 0" \| \| \| 7è \| Andrea Bagioli \| Deceuninck-Quick Step \| + 0" \| \| \| 8è \| Giovanni Visconti \| Vini Zabù-KTM \| + 0" \| \| \| 9è \| Arjen Livyns \| Bingoal-Wallonie Bruxelles \| + 0" \| \| \| 10è \| Gavin Mannion \| Rally Cycling \| + 0" \| \| |                        |                            |            |
| |                        |                            |            |
| Font: ProCyclingStats |                        |                            |            |
| Classificació de l'etapa |                        |                            |            |
| Corredor | Corredor               | Equip                      | Temps      |
| 1r | Pascal Eenkhoorn       | Jumbo-Visma                | 3h 54' 05" |
| 2n | Diego Ulissi           | UAE Team Emirates          | + 0"       |
| 3r | Jhonatan Narváez Prado | Ineos Grenadiers           | + 0"       |
| 4t | Viatxeslav Kuznetsov   | Gazprom-RusVelo            | + 0"       |
| 5è | Andrea Pasqualon       | Circus-Wanty Gobert        | + 0"       |
| 6è | Gianni Vermeersch      | Alpecin-Fenix              | + 0"       |
| 7è | Andrea Bagioli         | Deceuninck-Quick Step      | + 0"       |
| 8è | Giovanni Visconti      | Vini Zabù-KTM              | + 0"       |
| 9è | Arjen Livyns           | Bingoal-Wallonie Bruxelles | + 0"       |
| 10è | Gavin Mannion          | Rally Cycling              | + 0"       |

## Classificació final
| \| Classificació general \| Classificació general \| Classificació general \| Classificació general \| Classificació general \| \| Corredor \| Corredor \| Equip \| Temps \| \| \| --------------------- \| ---------------------- \| ------------------------ \| --------------------- \| --------------------- \| \| 1r \| Jhonatan Narváez Prado \| Ineos Grenadiers \| 15h 15' 54" \| \| \| 2n \| Andrea Bagioli \| Deceuninck-Quick Step \| + 1" \| \| \| 3r \| João Almeida \| Deceuninck-Quick Step \| + 17" \| \| \| 4t \| Diego Ulissi \| UAE Team Emirates \| + 25" \| \| \| 5è \| Nicola Conci \| Trek-Segafredo \| + 30" \| \| \| 6è \| Pascal Eenkhoorn \| Jumbo-Visma \| + 40" \| \| \| 7è \| Jacopo Mosca \| Trek-Segafredo \| + 42" \| \| \| 8è \| Merhawi Kudus \| Astana \| + 43" \| \| \| 9è \| Mauro Finetto \| Nippo-Delko One Provence \| + 47" \| \| \| 10è \| Gavin Mannion \| Rally Cycling \| + 53" \| \| |                        |                          |             |
| |                        |                          |             |
| Font: ProCyclingStats |                        |                          |             |
| Classificació general |                        |                          |             |
| Corredor | Corredor               | Equip                    | Temps       |
| 1r | Jhonatan Narváez Prado | Ineos Grenadiers         | 15h 15' 54" |
| 2n | Andrea Bagioli         | Deceuninck-Quick Step    | + 1"        |
| 3r | João Almeida           | Deceuninck-Quick Step    | + 17"       |
| 4t | Diego Ulissi           | UAE Team Emirates        | + 25"       |
| 5è | Nicola Conci           | Trek-Segafredo           | + 30"       |
| 6è | Pascal Eenkhoorn       | Jumbo-Visma              | + 40"       |
| 7è | Jacopo Mosca           | Trek-Segafredo           | + 42"       |
| 8è | Merhawi Kudus          | Astana                   | + 43"       |
| 9è | Mauro Finetto          | Nippo-Delko One Provence | + 47"       |
| 10è | Gavin Mannion          | Rally Cycling            | + 53"       |

### Classificacions secundàries
| Classificació per punts | Classificació per punts | Classificació per punts      | Classificació per punts | Classificació per punts |
| Corredor                | Corredor                | Equip                        | Punts                   |                         |
| ----------------------- | ----------------------- | ---------------------------- | ----------------------- | ----------------------- |
| 1r                      | Jhonatan Narváez Prado  | Ineos Grenadiers             | 24 pts                  |                         |
| 2n                      | Pascal Eenkhoorn        | Jumbo-Visma                  | 18 pts                  |                         |
| 3r                      | Diego Ulissi            | UAE Team Emirates            | 13 pts                  |                         |
| 4t                      | Andrea Bagioli          | Deceuninck-Quick Step        | 12 pts                  |                         |
| 5è                      | Ethan Hayter            | Ineos Grenadiers             | 12 pts                  |                         |
| 6è                      | Olav Kooij              | Jumbo-Visma Development Team | 10 pts                  |                         |
| 7è                      | Gianni Vermeersch       | Alpecin-Fenix                | 10 pts                  |                         |
| 8è                      | Nicola Conci            | Trek-Segafredo               | 7 pts                   |                         |
| 9è                      | Jacopo Mosca            | Trek-Segafredo               | 7 pts                   |                         |
| 10è                     | Andrea Pasqualon        | Circus-Wanty Gobert          | 7 pts                   |                         |

| Classificació per punts | Classificació per punts | Classificació per punts      | Classificació per punts | Classificació per punts |
| Corredor                | Corredor                | Equip                        | Punts                   |                         |
| ----------------------- | ----------------------- | ---------------------------- | ----------------------- | ----------------------- |
| 1r                      | Jhonatan Narváez Prado  | Ineos Grenadiers             | 24 pts                  |                         |
| 2n                      | Pascal Eenkhoorn        | Jumbo-Visma                  | 18 pts                  |                         |
| 3r                      | Diego Ulissi            | UAE Team Emirates            | 13 pts                  |                         |
| 4t                      | Andrea Bagioli          | Deceuninck-Quick Step        | 12 pts                  |                         |
| 5è                      | Ethan Hayter            | Ineos Grenadiers             | 12 pts                  |                         |
| 6è                      | Olav Kooij              | Jumbo-Visma Development Team | 10 pts                  |                         |
| 7è                      | Gianni Vermeersch       | Alpecin-Fenix                | 10 pts                  |                         |
| 8è                      | Nicola Conci            | Trek-Segafredo               | 7 pts                   |                         |
| 9è                      | Jacopo Mosca            | Trek-Segafredo               | 7 pts                   |                         |
| 10è                     | Andrea Pasqualon        | Circus-Wanty Gobert          | 7 pts                   |                         |

| Classificació de la muntanya | Classificació de la muntanya | Classificació de la muntanya | Classificació de la muntanya | Classificació de la muntanya |
| Corredor                     | Corredor                     | Equip                        | Punts                        |                              |
| ---------------------------- | ---------------------------- | ---------------------------- | ---------------------------- | ---------------------------- |
| 1r                           | Julen Amézqueta Moreno       | Caja Rural-Seguros RGA       | 31 pts                       |                              |
| 2n                           | Ben O'Connor                 | NTT Pro Cycling              | 26 pts                       |                              |
| 3r                           | Johan Jacobs                 | Movistar Team                | 25 pts                       |                              |
| 4t                           | Jon Irisarri                 | Caja Rural-Seguros RGA       | 13 pts                       |                              |
| 5è                           | Iván Ramiro Sosa Cuervo      | Ineos Grenadiers             | 12 pts                       |                              |
| 6è                           | Jan Bakelants                | Circus-Wanty Gobert          | 9 pts                        |                              |
| 7è                           | Jesús Ezquerra               | Burgos-BH                    | 9 pts                        |                              |
| 8è                           | James Knox                   | Deceuninck-Quick Step        | 6 pts                        |                              |
| 9è                           | Simone Petilli               | Circus-Wanty Gobert          | 6 pts                        |                              |
| 10è                          | Umberto Marengo              | Vini Zabù-KTM                | 6 pts                        |                              |

| Classificació de la muntanya | Classificació de la muntanya | Classificació de la muntanya | Classificació de la muntanya | Classificació de la muntanya |
| Corredor                     | Corredor                     | Equip                        | Punts                        |                              |
| ---------------------------- | ---------------------------- | ---------------------------- | ---------------------------- | ---------------------------- |
| 1r                           | Julen Amézqueta Moreno       | Caja Rural-Seguros RGA       | 31 pts                       |                              |
| 2n                           | Ben O'Connor                 | NTT Pro Cycling              | 26 pts                       |                              |
| 3r                           | Johan Jacobs                 | Movistar Team                | 25 pts                       |                              |
| 4t                           | Jon Irisarri                 | Caja Rural-Seguros RGA       | 13 pts                       |                              |
| 5è                           | Iván Ramiro Sosa Cuervo      | Ineos Grenadiers             | 12 pts                       |                              |
| 6è                           | Jan Bakelants                | Circus-Wanty Gobert          | 9 pts                        |                              |
| 7è                           | Jesús Ezquerra               | Burgos-BH                    | 9 pts                        |                              |
| 8è                           | James Knox                   | Deceuninck-Quick Step        | 6 pts                        |                              |
| 9è                           | Simone Petilli               | Circus-Wanty Gobert          | 6 pts                        |                              |
| 10è                          | Umberto Marengo              | Vini Zabù-KTM                | 6 pts                        |                              |

| Classificació del millor jove | Classificació del millor jove | Classificació del millor jove | Classificació del millor jove | Classificació del millor jove |
| Corredor                      | Corredor                      | Equip                         | Temps                         |                               |
| ----------------------------- | ----------------------------- | ----------------------------- | ----------------------------- | ----------------------------- |
| 1r                            | Jhonatan Narváez Prado        | Ineos Grenadiers              | 15h 15' 54"                   |                               |
| 2n                            | Andrea Bagioli                | Deceuninck-Quick Step         | + 1"                          |                               |
| 3r                            | João Almeida                  | Deceuninck-Quick Step         | + 17"                         |                               |
| 4t                            | Nicola Conci                  | Trek-Segafredo                | + 30"                         |                               |
| 5è                            | Pascal Eenkhoorn              | Jumbo-Visma                   | + 40"                         |                               |
| 6è                            | Einer Rubio                   | Movistar Team                 | + 1' 00"                      |                               |
| 7è                            | Kevin Inkelaar                | Bahrain McLaren               | + 1' 07"                      |                               |
| 8è                            | Ide Schelling                 | Bora-Hansgrohe                | + 1' 39"                      |                               |
| 9è                            | Alessandro Covi               | UAE Team Emirates             | + 4' 33"                      |                               |
| 10è                           | Gino Mäder                    | NTT Pro Cycling               | + 5' 33"                      |                               |

| Classificació del millor jove | Classificació del millor jove | Classificació del millor jove | Classificació del millor jove | Classificació del millor jove |
| Corredor                      | Corredor                      | Equip                         | Temps                         |                               |
| ----------------------------- | ----------------------------- | ----------------------------- | ----------------------------- | ----------------------------- |
| 1r                            | Jhonatan Narváez Prado        | Ineos Grenadiers              | 15h 15' 54"                   |                               |
| 2n                            | Andrea Bagioli                | Deceuninck-Quick Step         | + 1"                          |                               |
| 3r                            | João Almeida                  | Deceuninck-Quick Step         | + 17"                         |                               |
| 4t                            | Nicola Conci                  | Trek-Segafredo                | + 30"                         |                               |
| 5è                            | Pascal Eenkhoorn              | Jumbo-Visma                   | + 40"                         |                               |
| 6è                            | Einer Rubio                   | Movistar Team                 | + 1' 00"                      |                               |
| 7è                            | Kevin Inkelaar                | Bahrain McLaren               | + 1' 07"                      |                               |
| 8è                            | Ide Schelling                 | Bora-Hansgrohe                | + 1' 39"                      |                               |
| 9è                            | Alessandro Covi               | UAE Team Emirates             | + 4' 33"                      |                               |
| 10è                           | Gino Mäder                    | NTT Pro Cycling               | + 5' 33"                      |                               |

| Classificació per equips | Classificació per equips    | Classificació per equips | Classificació per equips |
| Equip                    | Equip                       | Temps                    |                          |
| ------------------------ | --------------------------- | ------------------------ | ------------------------ |
| 1r                       | Astana                      | 45h 20' 45"              |                          |
| 2n                       | Deceuninck-Quick Step       | + 5"                     |                          |
| 3r                       | Androni Giocattoli-Sidermec | + 19"                    |                          |
| 4t                       | Nippo Delko One Provence    | + 5' 55"                 |                          |
| 5è                       | UAE Team Emirates           | + 6' 27"                 |                          |
| 6è                       | Ineos Grenadiers            | + 10' 59"                |                          |
| 7è                       | Caja Rural-Seguros RGA      | + 26' 53"                |                          |
| 8è                       | Vini Zabù-KTM               | + 27' 30"                |                          |
| 9è                       | Movistar Team               | + 28' 22"                |                          |
| 10è                      | Burgos-BH                   | + 30' 22"                |                          |

| Classificació per equips | Classificació per equips    | Classificació per equips | Classificació per equips |
| Equip                    | Equip                       | Temps                    |                          |
| ------------------------ | --------------------------- | ------------------------ | ------------------------ |
| 1r                       | Astana                      | 45h 20' 45"              |                          |
| 2n                       | Deceuninck-Quick Step       | + 5"                     |                          |
| 3r                       | Androni Giocattoli-Sidermec | + 19"                    |                          |
| 4t                       | Nippo Delko One Provence    | + 5' 55"                 |                          |
| 5è                       | UAE Team Emirates           | + 6' 27"                 |                          |
| 6è                       | Ineos Grenadiers            | + 10' 59"                |                          |
| 7è                       | Caja Rural-Seguros RGA      | + 26' 53"                |                          |
| 8è                       | Vini Zabù-KTM               | + 27' 30"                |                          |
| 9è                       | Movistar Team               | + 28' 22"                |                          |
| 10è                      | Burgos-BH                   | + 30' 22"                |                          |

## Evolució de les classificacions
| Etapa | Vencedor              | Classificació general | Classificació per punts | Classificació de la muntanya | Classificació dels joves | Classificació per equips |
| ----- | --------------------- | --------------------- | ----------------------- | ---------------------------- | ------------------------ | ------------------------ |
| 1 A   | Olav Kooij            | Olav Kooij            | Johan Jacobs            | Olav Kooij                   | Olav Kooij               | INEOS Grenadiers         |
| 1 B   | Deceuninck-Quick Step | Mikkel Honoré         | Johan Jacobs            | Olav Kooij                   | Mikkel Honoré            | Deceuninck-Quick Step    |
| 2     | Andrea Bagioli        | Andrea Bagioli        | Johan Jacobs            | Andrea Bagioli               | Andrea Bagioli           | Deceuninck-Quick Step    |
| 3     | Jhonatan Narváez      | Andrea Bagioli        | Julen Amezqueta         | Jhonatan Narváez             | Andrea Bagioli           | Deceuninck-Quick Step    |
| 4     | Pascal Eenkhoorn      | Jhonatan Narváez      | Julen Amezqueta         | Jhonatan Narváez             | Jhonatan Narváez         | Astana                   |
| Final | Final                 | Jhonatan Narváez      | Julen Amezqueta         | Jhonatan Narváez             | Jhonatan Narváez         | Astana                   |